# Luchtwachttoren 7Z3 - Schoonebeek
Luchtwachttoren 7Z3 Schoonebeek is een luchtwachttoren uit 1954 van het Korps Luchtwachtdienst (KLD) op de grens tussen Nederland en Duitsland langs het Schoonebeker Diep bij Schoonebeek.

## Beschrijving
Over heel Nederland werden in de jaren vijftig deze betonnen uitkijktorens van het Korps Luchtwachtdienst (KLD) gebouwd, bedoeld om laagvliegende vliegtuigen waar te nemen, die lager vlogen dan de radar kon waarnemen. De torens werden volgens een standaard ontwerp gebouwd op plaatsen waar geen bestaand hoog gebouw beschikbaar was om een post op in te richten. In totaal zijn er 138 luchtwachttorens gebouwd, verreweg de meeste waren betonnen raatbouwtorens zoals deze.
Nadat het KLD werd opgeheven zijn de meeste torens gesloopt, de luchtwachttoren 7Z3 bij Schoonebeek is echter bewaard gebleven. De toren staat ten zuidoosten van de grensovergang Schoonebeek - Emlichheim, op ongeveer 500 meter vanaf de N853. Het is een raatbouwtoren van type 10,50. De typeaanduiding van de luchtwachttoren is de hoogte van de toren, gemeten tot aan de vloer van de observatiecabine, voor de totale hoogte komt er nog 1,52 m (de hoogte van de borstwering) bij. De totale hoogte van de toren is dan 12,02 m. De toren is gebouwd in 1954 van prefab betonnen raatbouwelementen. Boven op de toren is het uitkijkplatform, dat bestaat uit een open ruimte van 3 bij 3 meter met een 1,5 meter hoge borstwering. Aan de noordwestzijde van het uitkijkplatform is een overdekte schuilnis. De toren vormde een driehoek (luchtwachtkring) met de luchtwachtpost in Emmen en de luchtwachttoren in Zwartemeer (beide verdwenen). De waarnemers rapporteerden aan het luchtwachtcentrum in Groningen.
De toren is gebruikt tot 1964, het jaar waarin het Korps Luchtwachtdienst in dit deel van het land is opgeheven. De toren staat in een bosschage van hoog uitgegroeide populieren. De populieren zijn destijds geplant als camouflage, om de toren vanuit de lucht minder te laten opvallen. Inmiddels zijn ze hoger geworden dan de toren. De toren is door de provincie Drenthe aangewezen als provinciaal monument.
In mei 2016 uitte Dorpsbelangen Schoonebeek de wens om de toren te renoveren. Na meerdere vertragingen werd in februari 2019 begonnen met de renovatie.
In april 2023 werd de deur door vandalen geforceerd en het interieur van de toren beschadigd.

## Afbeeldingen

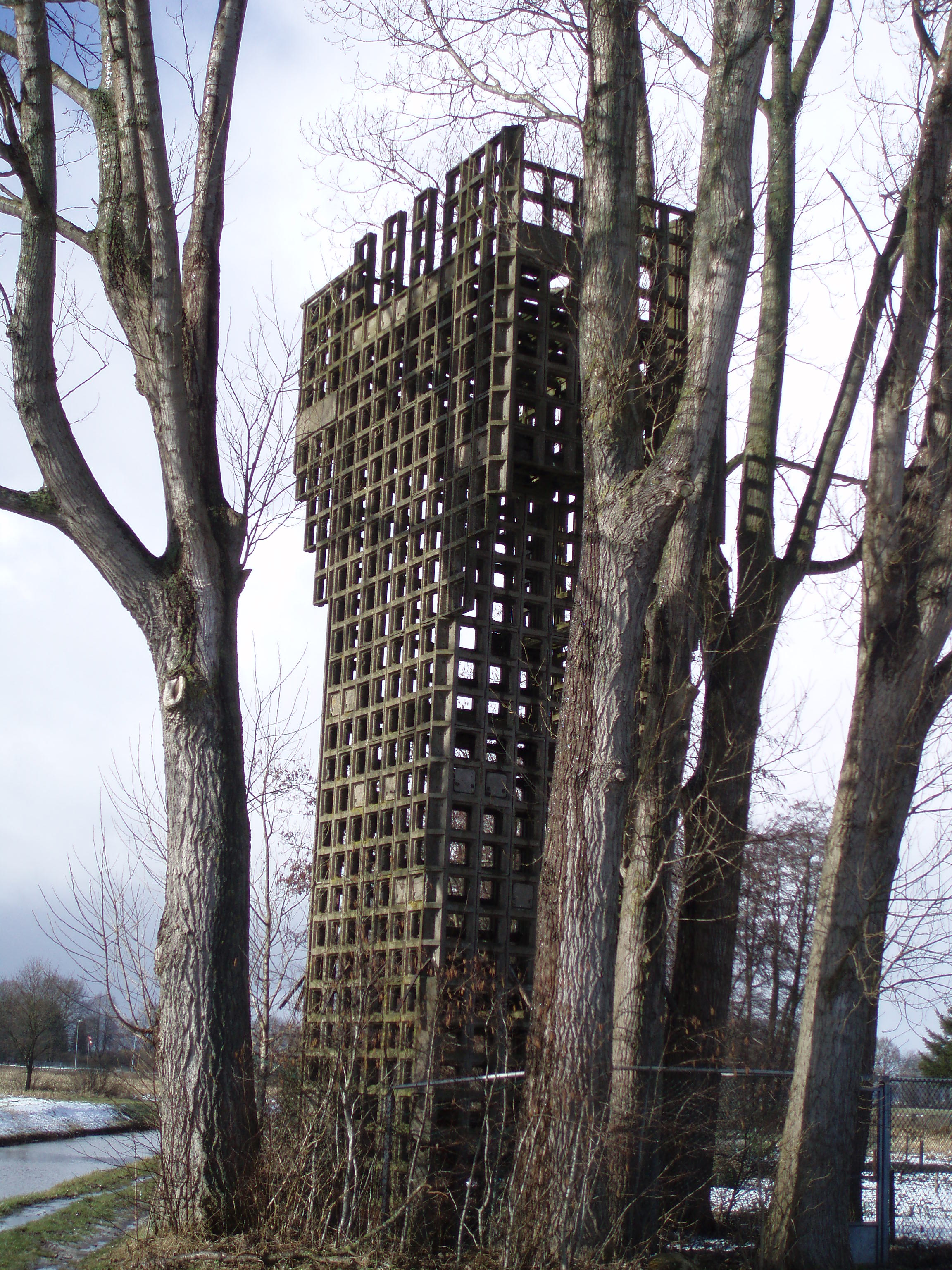
Ligging
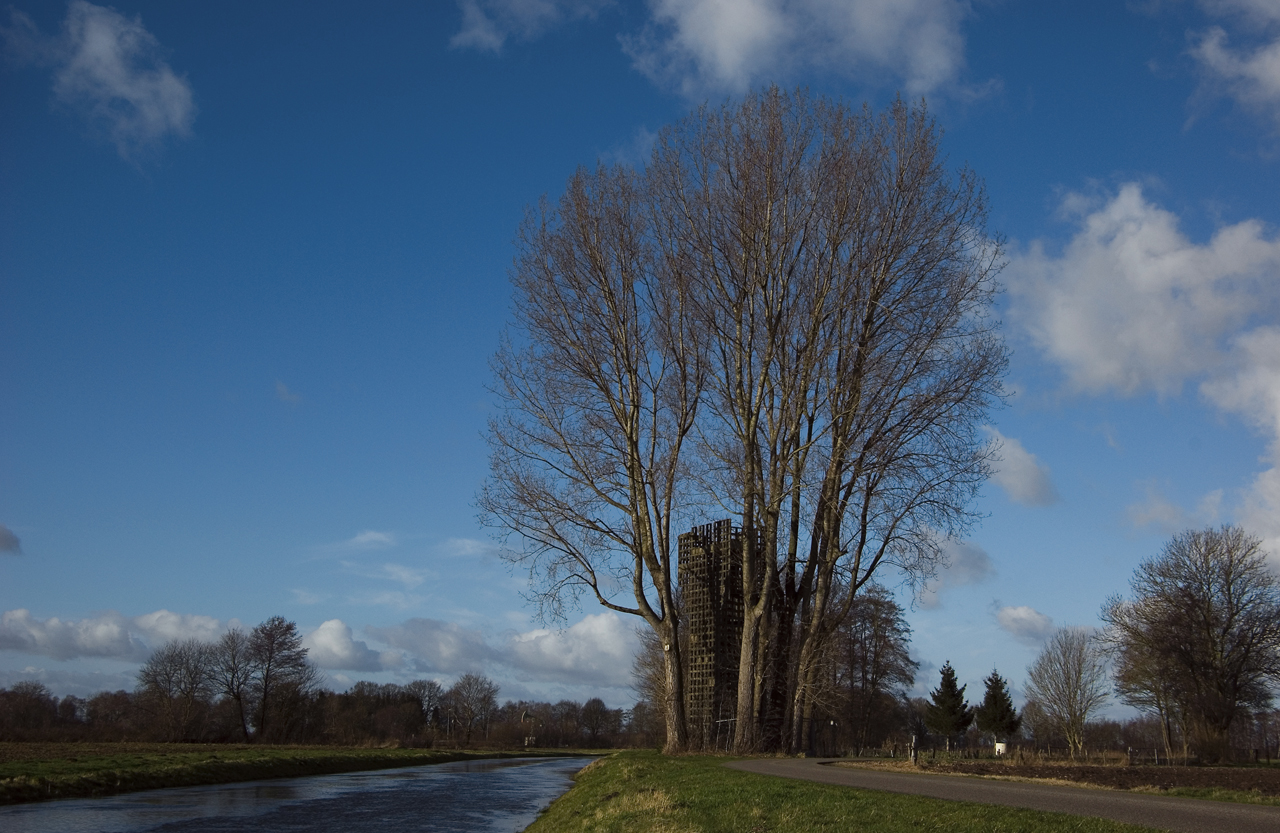
Ligging
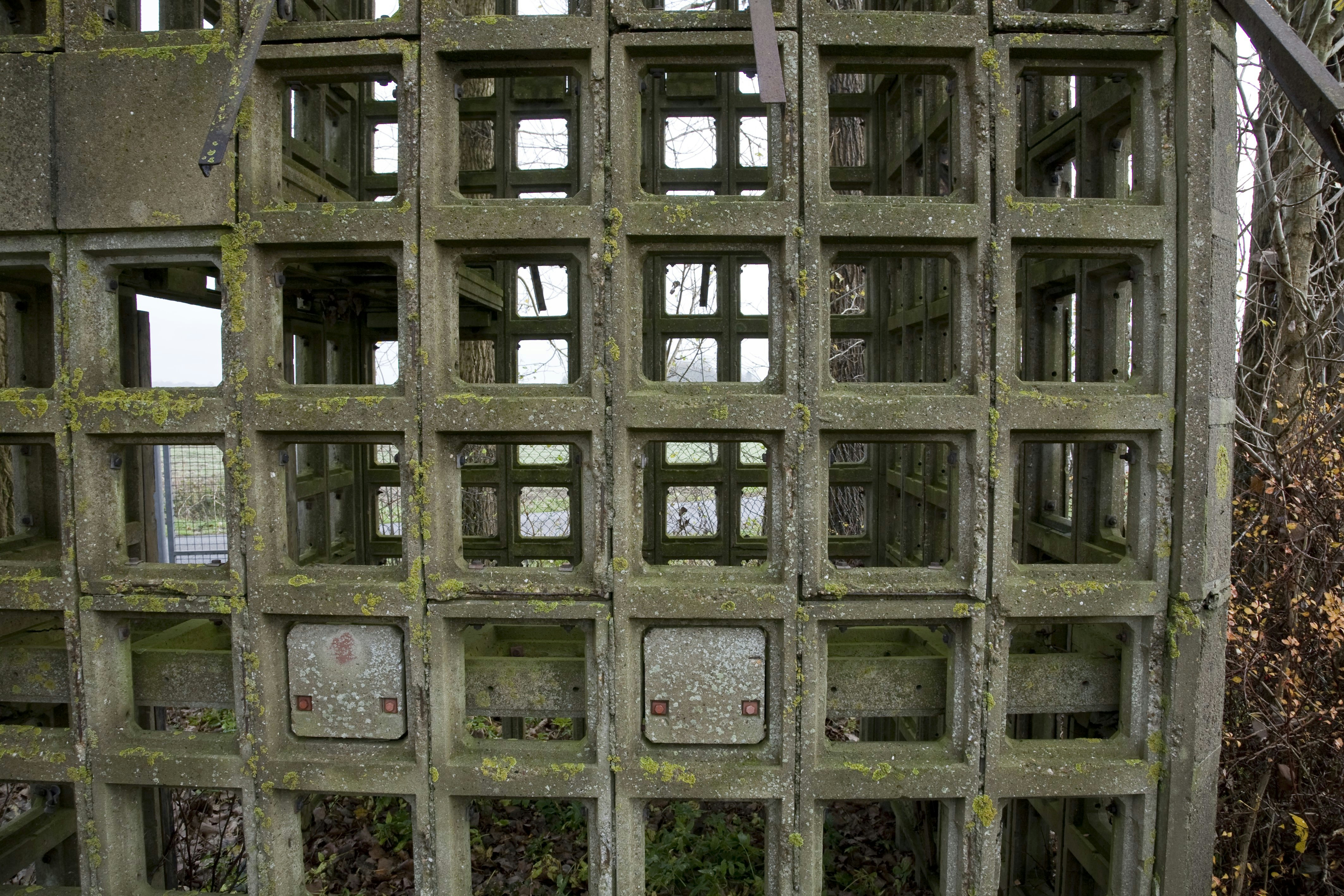
Detail